# Eriauchenius voronakely
Eriauchenius voronakely là một loài nhện trong họ Archaeidae. Loài này phân bố ở Madagascar.